# عين عزيمة
عين عزيمة هي قرية لبنانية من قرى قضاء عاليه في محافظة جبل لبنان.